# Корвет K-225
Корвет K-225 (англ. Corvette K-225) — американский фильм 1943 года. В главных ролях — Рэндольф Скотт, Элла Рейнс.

## Сюжет
В 1943 году боевой корабль был торпедирован немцами. Спасшиеся, остаются на берегу. Среди них и капитан МакЛейн. Он ждёт спуска нового Корвета K-225. Показывается весь процесс его строительства. К тому же МакЛейн дружит с сестрой одного из своих погибших офицеров — Джойс Картрайт. Ещё один её брат только что закончил морскую академию и тоже ждёт корабль.

## В ролях
- Рэндольф Скотт — Маклейн
- Джеймс Браун — Пол Картрайт
- Элла Рейнс — Джойс Картрайт
- Барри Фицджеральд — Стукки О’Мира
- Энди Дивайн — Уолш
- Фаззи Найт — Крикет
- Ной Бири-младший — Стоун
- Ричард Лейн — вице-адмирал
- Мюррей Элпер — Джонс

В титрах не указаны
- Джон Эллиотт — капитан-торговец
- Джек Малхолл — офицер